# El Condado (Jaén)
Die Comarca El Condado ist eine der zehn Comarcas der spanischen Provinz Jaén. Sie wurde, wie alle Comarcas in der Autonomen Gemeinschaft Andalusien mit Wirkung zum 28. März 2003 eingerichtet.
Die im Norden der Provinz gelegene Comarca umfasst sieben Gemeinden mit einer Fläche von 1.493,10 km².

## Lage
|               | Provinz Ciudad Real                         |                  |
| Sierra Morena | Kompassrose, die auf Nachbargemeinden zeigt | Sierra de Segura |
|               | La Loma                                     | Las Villas       |

## Gemeinden
| Gemeinde               | Einwohner (2024) | Fläche km² | Dichte Einw./km² | Cod INE | Postleitzahl |
| ---------------------- | ---------------- | ---------- | ---------------- | ------- | ------------ |
| Arquillos              | 1.685            | 66,24      | 25               | 23008   | 23230        |
| Castellar              | 3.156            | 157,36     | 20               | 23025   | 23260        |
| Chiclana de Segura     | 869              | 235,99     | 4                | 23029   | 23264        |
| Montizón               | 1.585            | 211,99     | 7                | 23062   | 23266        |
| Navas de San Juan      | 4.409            | 175,77     | 25               | 23063   | 23240        |
| Santisteban del Puerto | 4.457            | 372,92     | 12               | 23079   | 23250        |
| Vilches                | 4.190            | 272,83     | 15               | 23094   | 23220        |
| Comarca El Condado     | 20.351           | 1.493,10   | 14               | –       | –            |